# John Leonard (critico)
John Leonard (Washington, 25 febbraio 1939 – New York, 5 novembre 2008) è stato uno scrittore e critico letterario statunitense.

## Biografia
Nato a Washington D.C., John Leonard è stato cresciuto dalla madre single, Ruth Smith, tra Washington D.C., Jackson Heights (nel Queens) e Long Beach (in California) dove si è diplomato alla Wilson Classical High School. Dopo il diploma si iscrisse ad Harvard, dove iniziò ad occuparsi del giornale della scuola, intitolato The Harvard Crimson, ma lasciò l'università nella primavera del secondo anno. Si iscrisse poi all'Università della California a Berkeley.
Politicamente di sinistra, Leonard trovò il suo mecenate nel conservatore William F. Buckley, che nel 1959 gli diede il suo primo lavoro da giornalista al National Review. Lì lavorò con Joan Didion, Garry Wills, Renata Adler e Arlene Croce. In seguito lavorò alla Pacifica Radio di Berkeley, dove faceva anche da recensore, occupandosi delle bozze inviategli dagli editori. Lavorò come insegnante di inglese a Roxbury (Massachusetts) e come organizzatore sindacale per i lavoratori agricoli migranti, prima di entrare al The New York Times Book Review nel 1967. Nel 1968 fu tra quelli che firmarono il "Writers and Editors War Tax Protest", in cui si prometteva di non pagare le imposte come protesta contro la guerra del Vietnam.
Nel 1969 il giornale lo promosse pubblicando le sue recensioni ogni giorno, e nel 1971, all'età di 31 anni, divenne direttore esecutivo del Times Book Review. Nel 1975 tornò al ruolo di recensore e iniziò ad interessarsi al lavoro delle scrittrici donne, tra cui Maxine Hong Kingston e Mary Gordon. Fu il primo critico in assoluto a recensire il premio Nobel Toni Morrison e il primo critico statunitense ad occuparsi di Gabriel García Márquez, anch'egli premiato con il Nobel. Tra il 1977 e il 1980 tenne una rubrica settimanale intitolata "Private Lives" in cui parlava della sua famiglia, dei suoi amici e in generale delle sue esperienze.
Leonard era un critico onnivoro, che scriveva di cultura, politica, televisione e libri, anche su molte altre testate, tra cui The Nation, The New York Review of Books, Harper's, The Atlantic Monthly, Esquire, Playboy, Penthouse, Vanity Fair, TV Guide, Ms. Magazine, Harper's Bazaar, Vogue, Newsweek, New York Woman, Memories, Tikkun, The Yale Review, The Village Voice, New Statesman, The Boston Globe, Washington Post Book World, The Los Angeles Times Book Review, American Heritage e Salon.com. Recensì libri per la National Public Radio e si occupò di libri, film e televisione nel programma CBS Sunday Morning per 16 anni. Inoltre, insegnò scrittura creativa e critica alla Università della Pennsylvania e alla Columbia. In entrambi i luoghi, raccontò la storia dello scrittore giapponese Kōbō Abe.
Nella sua carriera, Leonard scrisse ampiamente anche sulla televisione, per il magazine Life e per il New York Times, con lo pseudonimo di Cyclops. Scrisse inoltre quattro romanzi e cinque raccolte di saggi.
Tra il 1995 e il 1998, fu co-direttore letterario di The Nation insieme alla moglie, Sue Leonard. Scriveva una rubrica mensile sui nuovi libri per il magazine Harper's e collaborava frequentemente con New York Times Book Review e The New York Review of Books. In un sondaggio di Time Out New York del 2006, Leonard si piazzò primo tra i critici letterari. Vince il premio alla carriera del National Book Critics Circle nel 2006.
Leonard morì il 5 novembre 2008 a Manhattan di cancro ai polmoni.

## Effetto sul mondo della letteratura
Il Columbia Journalism Review lo definì: "il nostro principale critico progressista cattolico (con la "c" minuscola)". Scrisse recensioni molto importanti per la carriera di scrittori come Thomas Pynchon, Joan Didion, Eduardo Galeano, Salman Rushdie, Don DeLillo, Mary Gordon, John Cheever, Toni Morrison e Richard Powers.
Studs Terkel lo definì "un critico dal quale ho imparato a conoscere i miei libri". Aggiunse anche: "dice la verità in un modo che è tutto suo, Leonardiano. È un ritorno al passato, alla tradizione, un critico letterario nel senso più nobile del termine, che non determina se un libro è "bello o brutto" ma scrive come si dovrebbe leggere quel libro".
Nel 2013, il National Book Critics Circle creò un premio in suo onore, detto John Leonard Award.

## Opere
- The Naked Martini (1964)
- Wyke Regis (1966)
- Crybaby of the Western World (1969)
- Black Conceit (1973)
- This Pen for Hire (1973) ISBN 978-0-385-03923-9
- Private Lives in the Imperial City (1979) ISBN 978-0-394-50170-3
- The Last Innocent White Man in America (1993) ISBN 978-1-56584-072-0
- Smoke and Mirrors: Violence, Television, and Other American Cultures (1998) ISBN 978-1-56584-443-8
- When the Kissing Had to Stop: Cult Studs, Khmer Newts, Langley Spooks, Techno-Geeks, Video Drones, Author Gods, Serial Killers, Vampire Media, Alien Sperm Suckers, Satanic Therapists and Those of Us Who Hold a Left-Wing Grudge in the Post-Toasties New World Hip-Hop (1999) ISBN 978-1-56584-533-6
- Lonesome Rangers: Homeless Minds, Promised Lands, Fugitive Cultures (2002) ISBN 978-1-56584-694-4
- Reading for My Life, Penguin, 2012, ISBN 978-1-101-56100-3.